# Zanghavik
De zanghavik (Melierax canorus) is een roofvogel uit de familie van de Accipitridae (Havikachtigen).

## Verspreiding en leefgebied
Deze soort komt voor van zuidelijk Angola tot Zimbabwe en Zuid-Afrika.